# Pariser Biograf-Teatern
För biografen Paris-Biograf-Teater i Stockholm, se Bostock (biograf).
Pariser Biograf-Teatern var en biograf på Viktoriagatan 2A i Göteborg, som öppnade 17 oktober 1906 och stängde 1907.